# One Days
「one Days」（ワン　デイズ）は、2004年7月22日にリリースされたCHARCOAL FILTERの13枚目のシングル。

## 概要
- 前作から約1年振りのシングル。
- シングル「卒業」以来プロデュースを務めてきた亀田誠治最後のプロデュースシングル。
- 表題曲「one Days」のビデオクリップには、女子サッカークラブの日テレ・ベレーザが出演している。
- 初めて隠しトラックが収録された。クレジットされていないが、インタビューなどで高野真太郎が作った事が明らかにされている。
- 初回盤のみステッカー封入。

## 収録曲
1. one Days
2. Kiss on the beach
3. one Days -Instrumental-
4. Kiss on the beach -Instrumental-
5. 金がない（隠しトラック）

### クレジット
- 作詞：大塚雄三（#1,2）　高野真太郎（隠しトラック）
- 作曲：小名川高弘（#1, 2）　高野真太郎（隠しトラック）
- 編曲：亀田誠治 & CHARCOAL FILTER（#1, 2）

## 収録アルバム
- CHARCOAL FILTER (#1)
- The Best History of CHARCOAL FILTER (#1)

※「Kiss on the beach」は、アルバム未収録。